# اسطور
اسطور روستایی در بخش بلورد شهرستان سیرجان استان کرمان ایران است.این روستا در مسیر جاده سیرجان- بافت قرار دارد.

## جمعیت
بر پایه سرشماری عمومی نفوس و مسکن در سال ۱۳۹۵ جمعیت این مکان ۳۲۷ نفر (۱۰۶خانوار) بوده‌است.

## آب و هوا و اقلیم
آب و هوا و اقلیم روستای اسطور به دلیل ارتفاع بالا از سطح دریا، معتدل است و تابستان های خنک و زمستان های سردی دارد.

## موقعیت جغرافیایی
این روستا در مسیر ارتباطی سیرجان به بافت قرار گرفته است. این روستا در فاصله ۴۹ کیلومتری شرق شهر سیرجان قرار گرفته است.